# Madonna Wayne Gacy
Stephen Gregory Bier Jr., beter bekend als Madonna Wayne Gacy (Fort Lauderdale, Florida, 6 maart 1964) is de voormalige keyboardspeler van Marilyn Manson. Hij kwam in 1990 bij de band om Zsa Zsa Speck te vervangen. Zijn "manson naam" is een samenstelling van zangeres Madonna en serie moordenaar John Wayne Gacy. In 2007 verliet hij Marilyn Manson, omdat hij Manson ervan beschuldigde band geld te hebben achtergehouden voor privé doeleinden. Hij is met 17 jaar dienst, op Manson na, degene die het langste bij de band gespeeld heeft. Hij wordt gevolgd door Ginger Fish, die al 15 jaar in de band zit.

## Persoonlijk leven
Gacy werd geboren in Fort Lauderdale in Florida. Hij is de zoon van een joodse vader en een katholieke moeder; zijn beide ouders waren leerkrachten. Op jonge leeftijd kreeg hij de diagnose ADHD, waarvoor hij Methylfenidaat kreeg. In zijn tienerjaren stopte hij met het nemen van de medicatie, omdat het hem een slecht gevoel gaf. Bier heeft zes jaar aan de universiteit gestudeerd, waar hij een diploma heeft gehaald in computer engineering. In 1990 overtuigde Manson hem om een werkaanbieding bij NASA te weigeren om bij Mansons band te komen spelen: Marilyn Manson and the Spooky Kids. 
Bier heeft op elk Manson album meegespeeld, behalve op Eat Me Drink Me. Dit album is namelijk volledig geschreven en ingespeeld door Manson zelf en Tim Sköld. Vlak na het uitbrengen van het album verliet Bier de band. Hij beschuldigde Manson ervan meer dan 12 miljoen euro te hebben achter gehouden. Manson zou het gebruikt hebben voor o.a. de verlovingsring van Dita Von Teese, nazi relikwieën en het skelet van een vierjarig Chinees meisje. Manson ging hier op in door Bier te beschuldigen van plichtsverzuim. Zo zou Bier regelmatig niet zijn komen opdagen bij repetities, opnamen en concerten. Ondertussen hebben de twee een minnelijke schikking getekend, waardoor Manson een bedrag van $175,000 heeft uitbetaald.
Bier is nu vooral bezig met fotografie. Zijn vervanger bij Manson is Chris Vrenna.
- MusicBrainz: 60c083b5-e3c9-4410-9f9a-0b5f4b4d5c2c
- Nationale Bibliotheek van Tsjechië: xx0165939
- Virtual International Authority File: 296432429